# Trädhöns
Trädhöns (Cracidae) är en familj fåglar i ordningen hönsfåglar. De lever i tropiska och subtropiska Centralamerika och Sydamerika.
Trädhöns är stora fåglar som påminner om kalkoner. Några av dem är trädlevande, men även marklevande arter förekommer. Vanligen har de dämpat färgade fjäderdräkter, men några arter har starkt färgade ansiktsmarkeringar.
Arterna lever på frukt, insekter och maskar. Boet byggs vanligen i ett träd, och honan lägger två till tre ägg. Enbart honan ruvar äggen.

## Släkten i familjen
Listan nedan följer AviList:
- Penelopina – bergguan
- Chamaepetes – två arter guaner
- Aburria – flikguan
- Pipile – fyra arter guaner
- Penelope – 16 arter
- Oreophasis – hornguan
- Crax – sju arter hockor
- Pauxi – tre arter hocko
- Nothocrax – natthocko
- Mitu – fyra arter hocko
- Ortalis – 16 arter chachalacor